# زوروواتس
زوروواتس (به صربی: Zorovac) یک منطقهٔ مسکونی در صربستان است که در بوینیک واقع شده‌است. زوروواتس ۱۹ نفر جمعیت دارد.